# Spinoleioposopus flavosignatus
Spinoleioposopus flavosignatus är en skalbaggsart som först beskrevs av Stefan von Breuning 1975.  Spinoleioposopus flavosignatus ingår i släktet Spinoleioposopus och familjen långhorningar. Inga underarter finns listade i Catalogue of Life.